# Aspitates gonarcha
Aspitates gonarcha là một loài bướm đêm trong họ Geometridae.